# Petra Dersch
Petra Dersch (* 22. Mai 1965 in Gießen) ist eine deutsche Mikrobiologin und Hochschullehrerin an der Westfälischen Wilhelms-Universität Münster.

## Leben und Wirken
Dersch nahm 1984 an der Universität Konstanz das Studium der Biologie auf, das sie 1990 mit dem Diplom abschloss. Ab 1991 arbeitete sie an der Universität Konstanz und dem Max-Planck-Institut für terrestrische Mikrobiologie in Marburg unter Betreuung von Erhard Bremer an ihrer Promotion, die sie 1995 abschloss. Anschließend war Dersch bis 1998 als Postdoc bei Ralph Isberg am Howard Hughes Medical Institute  in Boston tätig. 1998 kehrte sie nach Deutschland zurück und wurde wissenschaftliche Assistentin an der Freien Universität Berlin. 2003 wurde sie Juniorgruppenleiterin am Robert Koch-Institut. 2005 habilitierte Dersch sich an der FU Berlin für das Fach Mikrobiologie.
Ab 2005 hatte Dersch eine Professur für Mikrobiologie an der TU Braunschweig inne. Seit 2008 war sie zudem Leiterin der Abteilung Molekulare Infektionsbiologie am Helmholtz-Zentrum für Infektionsforschung in Braunschweig. Außerdem ist sie Mitglied in diversen Vorständen und Beiräten, unter anderem am Leibniz-Institut für Naturstoff-Forschung und Infektionsbiologie und im Leibniz-Institut für Zoo- und Wildtierforschung. 2019 wechselte Dersch auf einen ordentlichen Lehrstuhl für Mikrobiologie an die Universität Münster, wo sie außerdem Leiterin des Instituts für Infektologie wurde. Außerdem ist sie Vizepräsidentin der Deutschen Gesellschaft für Hygiene und Mikrobiologie und volles Mitglied der Zentralen Kommission für die Biologische Sicherheit.
Derschs Forschungsschwerpunkte liegen vor allem in der Erforschung molekularer Wechselwirkungen bakterieller Krankheitserreger mit epithelialen und endothelialen Zellbarrieren anhand geeigneter Modellsysteme sowie der Entwicklung von Diagnose- und Therapiemöglichkeiten von Infektionskrankheiten. Hierbei liegt ein besonderer Fokus auf der Erforschung entsprechender Immunreaktionen.
Im Jahr 2023 wurde Petra Dersch als Mitglied der Sektion Mikrobiologie und Immunologie in die Nationale Akademie der Wissenschaften Leopoldina aufgenommen.